# 루이노

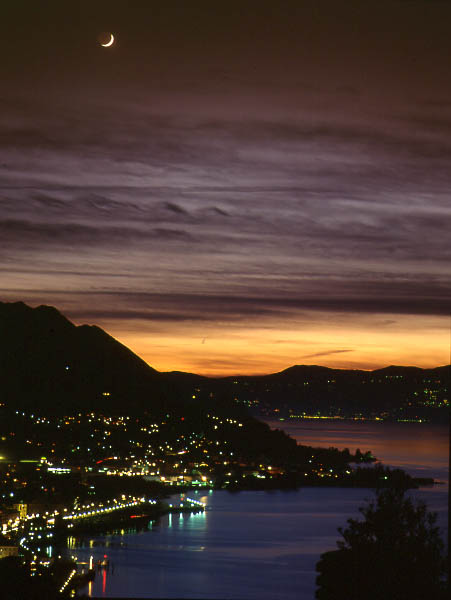

루이노(이탈리아어: Luino, 서부 롬바르디아 : Lüin)는 이탈리아 북부 롬바르디아주 바레세의 마조레 호수 동쪽 해안에 있는 스위스 국경 근처의 작은 마을이자 코무네이다.
루이노는 1969년 대통령령으로 도시의 명예 칭호를 받았다.
루이노는 현재 수요일에 열리는 주간 시장으로 잘 알려져 있으며, 이는 유럽에서 가장 큰 것으로 알려져 있다. 특히 스위스, 독일, 네덜란드에서 온 관광객들에게 인기 있는 곳이기도 하다.

## 역사
이 지역에서 로마의 묘지가 발굴되었지만, 루이노는 1169년 문서에서만 Luvino로 언급된다. 중세에는 코모와 밀라노의 유력한 가문들 사이에서 다툼이 있었지만, 자유 공동체로서의 지위를 유지할 수 있었다. 밀라노 공국의 일부로 16세기 초 스페인에 인수되었고, 1541년 카를 5세는 지금까지 혼자 즐기고 있던 마카뇨와 교대로 시장을 가질 수 있는 권리를 주었다. 양보는 1786년에 확인되었다.
여기 1848년에 피에몬테에서 온 이탈리아 애국자들이 오스트리아의 점령에 맞서 일어났다. 주세페 가리발디는 이곳에서 오스트리아군과 싸웠고, 나중에 루이노는 그를 기념하는 기념비를 세운 최초의 이탈리아 도시가 되었다(1867).
루이노 지역은 19세기 후반부터 고도의 산업화 과정을 거쳤으며, 이로 인해 루이노 호수에 심각한 생태 피해가 발생했다.

## 교통
올레조-피노 라인에 위치한 이 도시의 루이노역은 특히 고트하르트 철도로 가는 화물 열차의 중요한 국경 정류장이다.
여객 교통은 국제 회사 TiLo가 운영하는 티치노 철도 네트워크의 S30 라인과 롬바르드 철도 회사 트레노르드가 운영하는 갈라라테 행 지역 열차에 의해 연결된다.

## 경제
19세기 말까지 루이노는 고도로 산업화된 도시였다. 기계에 동력을 공급하는 데 사용할 수 있는 많은 수로와 스위스 산업가들이 지역에 많은 섬유 공장을 설립했기 때문에 섬유 산업이 특히 강력했다. 이 과거 무역의 일부 그림자가 지역 거리와 별장(Villa Hussy, 이웃 Germignaga의 Stehli 경유)에 남아 있지만, 이 부문의 활동은 현재 상당히 감소했다.
많은 지역 주민들이 스위스에서 일하기 위해 매일 여행한다. 이러한 소위 프론 탈리에리(즉, 경계자)는 루이노와 이웃 마을과 마을을 어느 정도 기숙사 마을로 만들었다.

## 유명인
20세기 이탈리아 문학의 두 유명한 인물인 피에로 치아라와 비토리오 세레니는 루이노에서 태어났다.
노벨 문학상을 수상한 극작가 다리오 포 역시 이곳과 인근 포르투 발트라바글리아에서 어린 시절을 보냈다.
반파시스트 가톨릭 사제 피에로 폴리는 1923년부터 1948년까지 루이노의 일부인 볼도미노에서 교구 사제였으며, 1943년 12월 3일 유대인 집단이 스위스로 추방되도록 도운 혐의로 파시스트들에게 체포되었다.